# Adanalı
Adanalı est une série télévisée turque diffusée sur atv du 7 novembre 2008 au 7 novembre 2010.

## Acteurs et personnages principaux
| Acteurs             | Personnages      | Saisons   | Saisons   | Saisons   | Notes |
| Acteurs             | Personnages      | Saison 1  | Saison 2  | Saison 3  | Notes |
| ------------------- | ---------------- | --------- | --------- | --------- | ----- |
| Oktay Kaynarca      | Yavuz Dikkaya    | Principal | Principal | Principal |       |
| Mehmet Âkif Alakurt | Ali Gökdeniz     | Principal | Principal | Principal |       |
| Çağkan Çulha        | Engin            | Principal | Principal | Principal |       |
| Umut Oğuz           | Fikret Turan     | Principal | Principal | Principal |       |
| Tuğçe Özbudak       | Pınar Uncu       | Principal | Principal | Principal |       |
| Selin Demiratar     | İdil Ertürk      | Principal | Principal |           |       |
| Serenay Sarıkaya    | Sofia Dikkaya    | Principal | Principal |           |       |
| Zeynep Koltuk       | Maria            | Principal | Principal |           |       |
| Orhan Aydın         | Nevzat           | Principal | Principal |           |       |
| Alican Yücesoy      | Timur            | Principal | Principal |           |       |
| Fırat Albayram      | Boncuk           | Principal | Principal |           |       |
| Rüzgar Aksoy        | Ferruh           | Principal | Principal |           |       |
| Ayhan Eroğlu        | İsmail           | Principal | Principal |           |       |
| Hakan Meriçliler    | Hikmet           | Principal | Principal |           |       |
| Mehmet Çepiç        | Samet            | Principal | Principal |           |       |
| Gökhan Kıraç        | Mülayim          | Principal |           |           |       |
| Pınar Dikici        | Ayşegül Gökdeniz | Principal |           |           |       |
| Nurhan Özenen       | Hafize Gökdeniz  | Principal |           |           |       |
| Nilüfer Silsüpür    | Derya            | Principal |           |           |       |
| Osman Soykut        | Zeus             | Principal |           |           |       |
| Seda Bakan          | Başak            | Principal |           |           |       |
| Volkan Ünal         | Ertan            |           | Principal |           |       |
| Akın Saatçi         | Alex             |           | Principal |           |       |
| Eda Özerkan         | Nazlı Karabağ    |           | Principal |           |       |
| Ebru Şam            | Esra             |           | Principal |           |       |
| Demir Karahan       | Atilla           |           | Principal |           |       |
| Dolunay Soysert     | Elif             |           | Principal |           |       |
| Ekin Türkmen        | Pamuk            |           |           | Principal |       |
| Cemal Hünal         | Alex Mertcan     |           |           | Principal |       |
| Zeynep Özder        | Maya             |           |           | Principal |       |
| Selim Erdoğan       | Neco             |           |           | Principal |       |
| Taner Ertürkler     | Cengiz           |           |           | Principal |       |

## Épisodes
| Saison   | Épisodes | Année     |
| -------- | -------- | --------- |
| Saison 1 | 1–30     | 2008–2009 |
| Saison 2 | 31–70    | 2009–2010 |
| Saison 3 | 71–79    | 2010–2010 |